# 우루즈간주
우르즈간 주(Orūzgān Velāyat, 파슈토어: د ارزګان ولايت, 다리어: استان ارزگان)는 아프가니스탄 중앙부에 있는 주이다. 2004년 3월 28일, 북부가 다이쿤디주로 분리되었다. 면적 30,784 km2, 인구 302,200명(2004년), 주도는 타린코트(Tarīn Kowt)이다.

## 같이 보기
- 아프가니스탄의 주